# Tratados de Tilsit

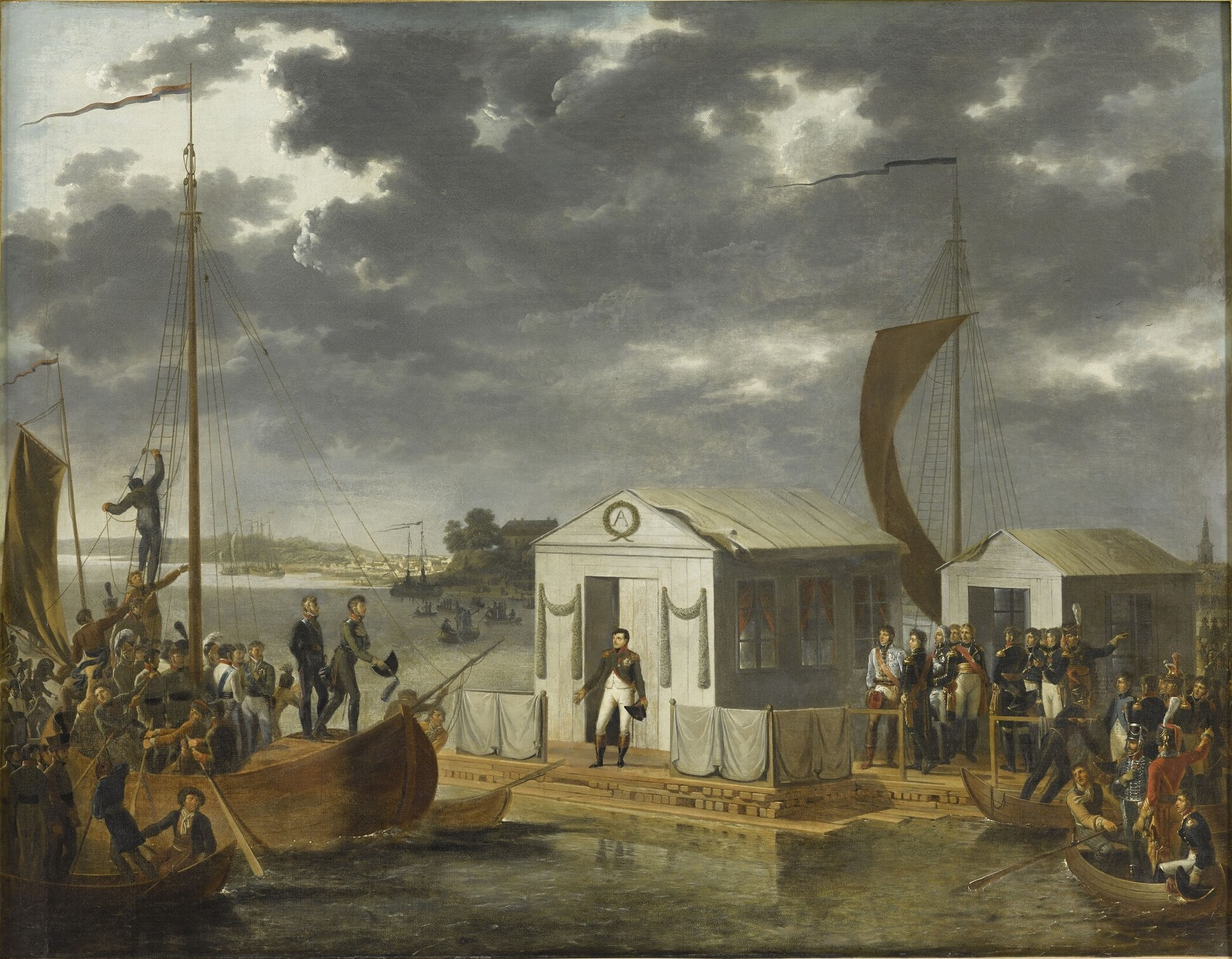
Tratado de Tilsit 1807 - pintura de Adolphe Roehn.

Os Tratados de Tilsit foram celebrados pela França de Napoleão I com a Rússia (secreto, 7 de julho de 1807) e com a Prússia (público, 9 de julho de 1807), na localidade de Tilsit, hoje Sovetsk. 
O Tratado com a Rússia pôs fim à guerra com a França e à Quarta Coligação europeia contra este último país. O Czar Alexandre I, que vinha da derrota na Friedland, procurava ganhar tempo contra os franceses (e lhe foi permitido invadir a Finlândia); Napoleão, por sua vez, buscava associar a Rússia ao bloqueio continental e assim forçar a Inglaterra a capitular. 
O segundo Tratado criava o Reino da Vestfália e o Ducado de Varsóvia. Ademais, a Prússia viu-se forçada a aderir ao bloqueio continental e a limitar o tamanho de seu exército.

## O Tratado secreto de Tilsit e Portugal
O Tratado Secreto de Tilsit entre a França e a Rússia estabeleceu a abolição da Dinastia de Bragança (Casa Real Portuguesa) (7 de Julho de 1807):
- Art.º 1º - A Rússia tomará posse da Turquia na Europa e levará as suas conquistas pela Ásia dentro até aonde lhe fizer conta.
- Art.º 2º - Cessarão de existir as dinastias dos Bourbon em Espanha e dos Bragança em Portugal: um príncipe da família do Imperador Napoleão, será revestido da Coroa destes Reinos.
- Art.º 3º - A autoridade temporal do Papa cessará, e Roma com as suas dependências, será unida ao Reino de Itália.
- Art.º 4º - A Rússia obriga-se a ajudar a França em conquistar Gibraltar.
- Art.º 5º - As cidades de África, a saber: Tunis, Argel, etc, ficarão possuídas pela França, e depois da paz geral, todas as conquistas que a França tiver feito em África durante a guerra, serão dadas como indenização aos reis de Sardenha e Sicília.
- Art.º 6º - Malta será ocupada pelos franceses e a França jamais fará a paz com Inglaterra sem que ela lhe ceda esta Ilha.
- Art.º 7º - O Egipto será ocupado pelos franceses. A França, Rússia, Espanha e Itália terão o direito de navegação no Mediterrâneo - todos os outros serão excluídos.
- Art.º 8º - Não se declara o seu conteúdo.
- Art.º 9º - A Dinamarca será indenizada no Norte de Alemanha, e nas cidades Hanseáticas se ela ceder a sua Esquadra à França.
- Art. 10º - Suas Majestades de França e Rússia, farão um ajuste, pelo qual, nenhuma Potência para o futuro terá direito de fazer navegar embarcações mercantes, excepto mandando-lhes um certo número de navios de guerra.